# Eusebio Zubizarreta
Eusebio Antonio Zubizarreta Olavarría (La Habana, 29 de junio de 1865-†Azcoitia, 28 de noviembre de 1921) fue un político español carlista.

## Biografía
Nació en Cuba en el seno de una familia vascongada. Era hijo de Eusebio Zubizarreta Dorronsoro, natural de Ataun (Guipúzcoa), y de Fátima Olavarría Lozano, de Deusto. Su padre era sobrino segundo de Tomás de Zumalacárregui.
Fue elegido diputado carlista por Tolosa en las elecciones de 1893 y 1896. En el Congreso destacó por su acendrado españolismo y su oposición al separatismo cubano, así como por su defensa de los fueros vasconavarros.
Fue gentilhombre de Carlos VII y secretario personal suyo durante algún tiempo. En 1906 le fue otorgado el título hereditario de Conde de Zubizarreta por Don Carlos, a quien acompañó en Varese en sus últimos días de vida.